# Chrysolina brahma
Chrysolina brahma é uma espécie de artrópode pertencente à família Chrysomelidae.